# Nicola Agnozzi
Nicola Agnozzi OFMConv (* 5. November 1911 in Fermo, Italien; † 17. Februar 2008 ebenda) war römisch-katholischer Bischof von Ndola in Sambia und Ariano Irpino-Lacedonia in Italien.

## Leben
Nicola Agnozzi trat der Ordensgemeinschaft der Franziskaner-Minoriten bei und empfing die Priesterweihe am 18. März 1934. Er war in der Mission in Sambia und in Rhodesien tätig, von 1954 bis 1959 in Australien.
1962 wurde er von Johannes XXIII. zum Titularbischof von Adramyttium und zum Weihbischof in Ndola ernannt. Die Bischofsweihe am 1. Juli 1962 spendete ihm Francis Costantin Mazzieri OFMConv; Mitkonsekratoren waren Marcel Daubechies MAfr und Timothy Phelim O’Shea OFMCap.
1966 wurde er von Papst Paul VI. zum Bischof von Ndola und 1976 zum Bischof der italienischen Bistümer Ariano und Lacedonia berufen. 1986 bestellte ihn Papst Johannes Paul II. zum Bischof des vereinten Bistums Ariano Irpino-Lacedonia.
Seinem Rücktrittsgesuch wurde 1988 durch Johannes Paul II. stattgegeben.